# Pavel Alexeïevitch Toutchkov
Pavel Alexeïevitch Toutchkov (en russe  Тучков, Па́вел Алексе́евич), né le 26 octobre 1776 à Vyborg, mort le 24 janvier 1858 à Saint-Pétersbourg est un général russe, membre du Conseil d'État.

## Biographie
Il a trois frères généraux russes, Alexandre et Nicolas et Serge, fils d'un général du génie. En 1812, il commande la deuxième brigade d'infanterie de la 17e division d'infanterie, il est engagé dans des combats d'arrière garde à Smolensk. Le 7 août à la tête des grenadiers de Catherine, il est blessé à la poitrine d'un coup de baïonnette et de sabre à la tête, il est capturé et envoyé en France.
Après un retour à l'armée, il prend sa retraite en 1819 pour cause de maladie, en 1826 il devient conseiller privé du tsar et dirige le Conseil d'administration de Moscou, il est Sénateur en 1838 et la même année il entre au Conseil d'état.